# Edoardo Borromeo
Edoardo Borromeo, nome per intero: Edoardo Lodovico Carlo Renato Giovanni Benedetto, il cognome è detto anche Borromeo Arese. (Milano, 3 agosto 1822 – Roma, 30 novembre 1881), è stato un cardinale e arcivescovo cattolico italiano.

## Biografia

### Infanzia ed educazione

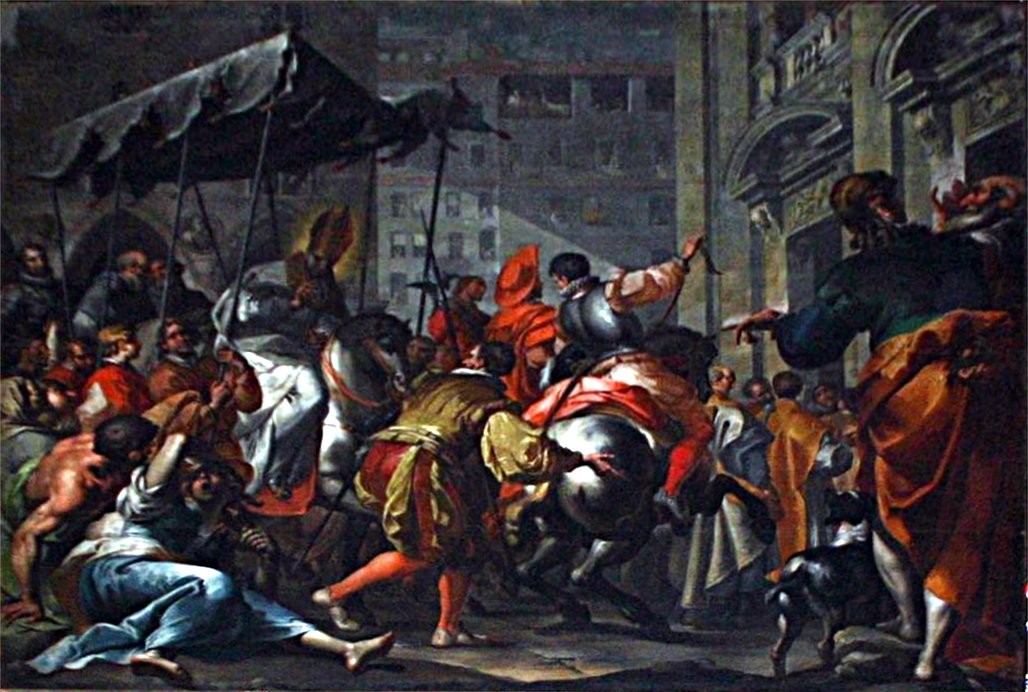
Il trionfale ingresso dell'arcivescovo Carlo Borromeo a Milano, dipinto di Filippo Abbiati.

Proveniva da una famiglia che nei secoli aveva espresso ben sei cardinali, fra i quali anche san Carlo Borromeo. Egli, infatti, era figlio di Vitaliano Borromeo, conte di Arona, patrizio milanese, e di Maria d'Adda dei marchesi di Pandino.
Si laureò in filosofia presso il Collegio Romano nel 1842 ed in utroque jure presso la Pontificia Accademia Ecclesiastica nel 1842.

### Carriera ecclesiastica

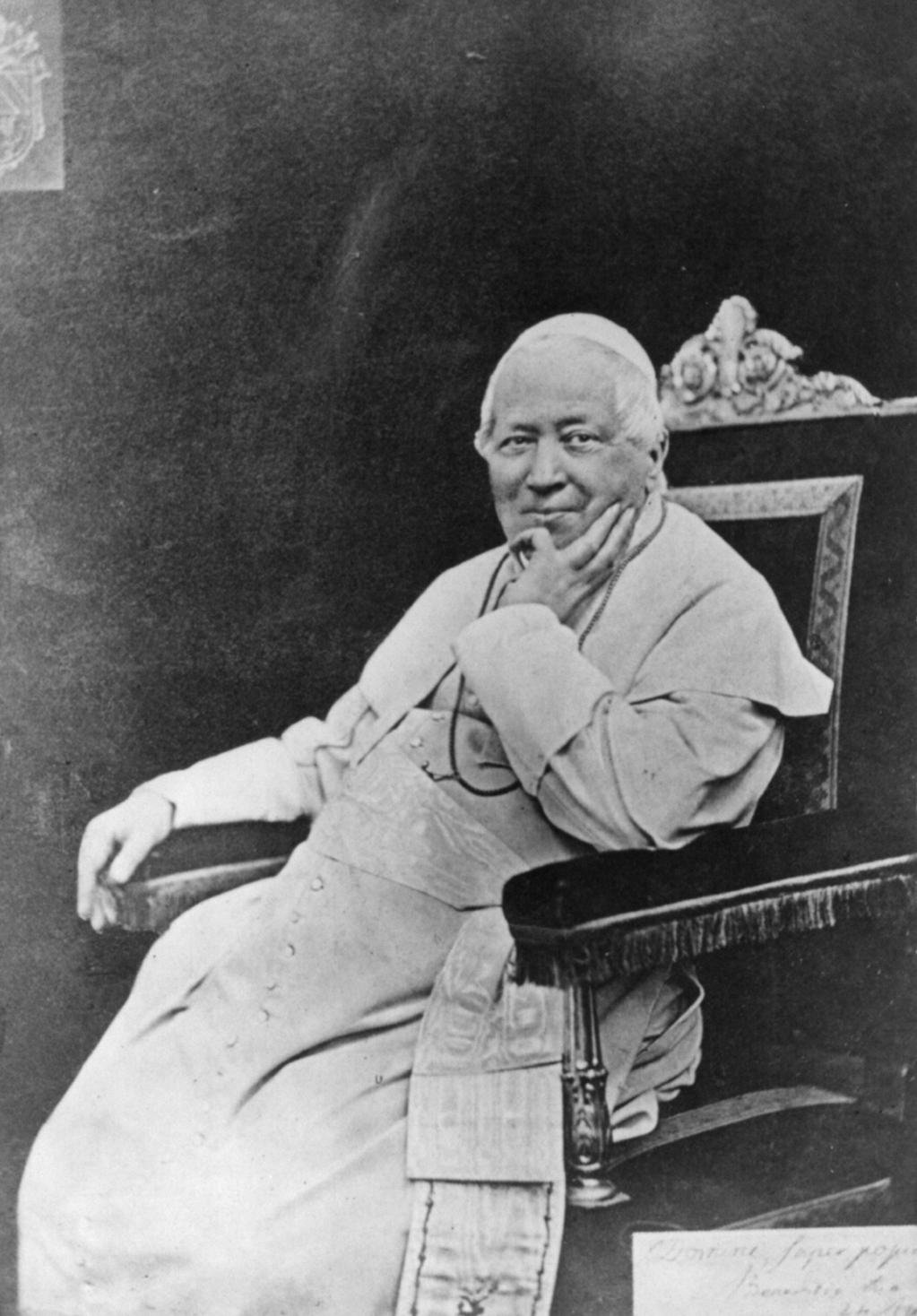
Papa Pio IX

Nel 1846 fu ordinato presbitero a Roma dallo stesso papa Pio IX.
Papa Pio IX lo elevò al rango di cardinale diacono dei Santi Vito, Modesto e Crescenzia nel concistoro del 13 marzo 1868.
Nel 1869 fu nominato prefetto del Palazzo Apostolico. Partecipò al Concilio Vaticano I. Nel 1872 fu nominato arciprete della Basilica Vaticana. Partecipò al conclave del 1878 che elesse papa Leone XIII.

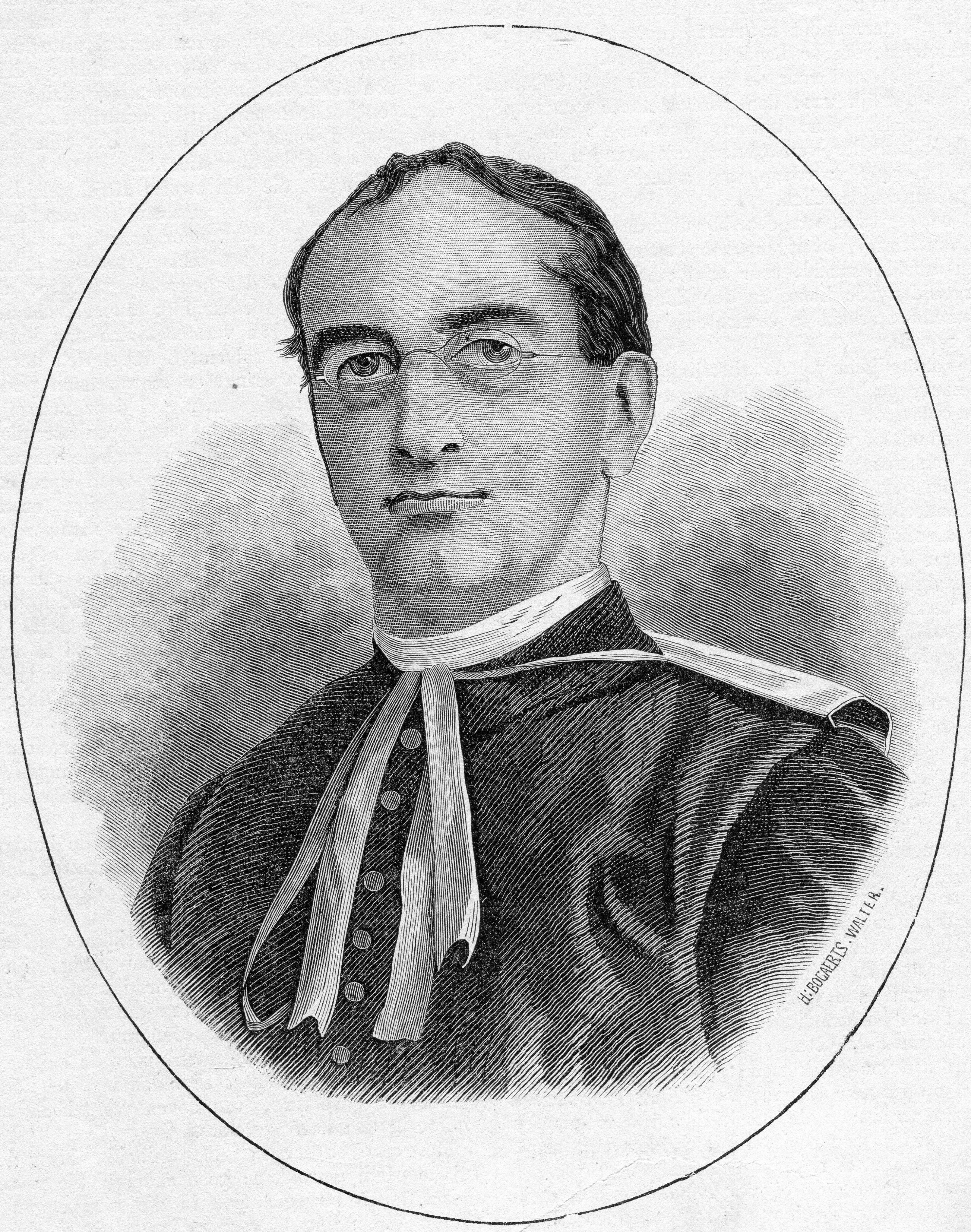
Un'illustrazione del cardinal Borromeo

Il 22 marzo 1878 optò per il titolo di Santa Prassede.
Il 19 aprile 1878 fu nominato arcivescovo titolare di Adana. Ricevette la consacrazione episcopale il successivo 19 maggio. Dal febbraio 1879 al febbraio 1880 fu camerlengo del Sacro Collegio.

### Morte
Morì all'età di 59 anni e fu sepolto nel Cimitero del Verano in Roma.

## Gli altri cardinali della famiglia
- Vitaliano Borromeo (1720 - 1793)
- Gilberto Bartolomeo Borromeo (1671 - 1740)
- Federico Borromeo junior (1617 - 1673)
- Gilberto Borromeo senior (1615 - 1672)
- Federico Borromeo senior (1564 - 1631 )
- san Carlo Borromeo (1538 - 1584)

## Genealogia episcopale e successione apostolica
La genealogia episcopale è:
- Cardinale Scipione Rebiba
- Cardinale Giulio Antonio Santori
- Cardinale Girolamo Bernerio, O.P.
- Arcivescovo Galeazzo Sanvitale
- Cardinale Ludovico Ludovisi
- Cardinale Luigi Caetani
- Cardinale Ulderico Carpegna
- Cardinale Paluzzo Paluzzi Altieri degli Albertoni
- Papa Benedetto XIII
- Papa Benedetto XIV
- Papa Clemente XIII
- Cardinale Marcantonio Colonna
- Cardinale Giacinto Sigismondo Gerdil, B.
- Cardinale Giulio Maria della Somaglia
- Cardinale Luigi Emmanuele Nicolo Lambruschini, B.
- Papa Leone XIII
- Cardinale Edoardo Borromeo

La successione apostolica è:
- Patriarca Giacomo Gregorio Gallo (1878)
- Arcivescovo Beniamino Feuli (1880)
- Cardinale Domenico Maria Jacobini (1881)

## Ascendenza
|                                           |                                                 |                                               | Genitori                                                   |  |  | Nonni |  |  | Bisnonni                  |  |  | Trisnonni                         |  |
|                                           |                                                 |                                               |                                                            |  |  |       |  |  | Renato III Borromeo Arese |  |  | Giovanni Benedetto Borromeo Arese |  |
|                                           |                                                 |                                               |                                                            |  |  |       |  |  | Renato III Borromeo Arese |  |  | Giovanni Benedetto Borromeo Arese |  |
|                                           |                                                 | Clelia Grillo                                 |                                                            |  |  |       |  |  | Renato III Borromeo Arese |  |  |                                   |  |
| Giberto V Borromeo Arese                  |                                                 |                                               |                                                            |  |  |       |  |  | Renato III Borromeo Arese |  |  |                                   |  |
|                                           |                                                 | Marianna Erba Odescalchi                      | Baldassarre Erba Odescalchi                                |  |  |       |  |  |                           |  |  |                                   |  |
|                                           |                                                 | Marianna Erba Odescalchi                      | Baldassarre Erba Odescalchi                                |  |  |       |  |  |                           |  |  |                                   |  |
|                                           |                                                 | Marianna Erba Odescalchi                      | Maria Maddalena Borghese                                   |  |  |       |  |  |                           |  |  |                                   |  |
| Vitaliano VIII Borromeo Arese             |                                                 | Marianna Erba Odescalchi                      |                                                            |  |  |       |  |  |                           |  |  |                                   |  |
|                                           |                                                 | Ferdinando Cusani, VI marchese di Chignolo    | Girolamo Cusani, V marchese di Chignolo                    |  |  |       |  |  |                           |  |  |                                   |  |
|                                           |                                                 | Ferdinando Cusani, VI marchese di Chignolo    | Girolamo Cusani, V marchese di Chignolo                    |  |  |       |  |  |                           |  |  |                                   |  |
|                                           |                                                 | Ferdinando Cusani, VI marchese di Chignolo    | Giuseppina de Silva                                        |  |  |       |  |  |                           |  |  |                                   |  |
| Maria Elisabetta Cusani                   |                                                 | Ferdinando Cusani, VI marchese di Chignolo    |                                                            |  |  |       |  |  |                           |  |  |                                   |  |
|                                           |                                                 | Claudia Litta Visconti Arese                  | Pompeo Giulio Litta Visconti Arese, VI marchese di Gambolò |  |  |       |  |  |                           |  |  |                                   |  |
|                                           |                                                 | Claudia Litta Visconti Arese                  | Pompeo Giulio Litta Visconti Arese, VI marchese di Gambolò |  |  |       |  |  |                           |  |  |                                   |  |
|                                           |                                                 | Claudia Litta Visconti Arese                  | Maria Elisabetta Visconti Borromeo Arese                   |  |  |       |  |  |                           |  |  |                                   |  |
| Edoardo Borromeo Arese                    |                                                 | Claudia Litta Visconti Arese                  |                                                            |  |  |       |  |  |                           |  |  |                                   |  |
|                                           | Giovanni Battista D'Adda, V marchese di Pandino | Febo D'Adda, IV marchese di Pandino           |                                                            |  |  |       |  |  |                           |  |  |                                   |  |
|                                           | Giovanni Battista D'Adda, V marchese di Pandino | Febo D'Adda, IV marchese di Pandino           |                                                            |  |  |       |  |  |                           |  |  |                                   |  |
|                                           | Giovanni Battista D'Adda, V marchese di Pandino | …                                             |                                                            |  |  |       |  |  |                           |  |  |                                   |  |
| Febo D'Adda, VI marchese di Pandino       | Giovanni Battista D'Adda, V marchese di Pandino |                                               |                                                            |  |  |       |  |  |                           |  |  |                                   |  |
|                                           |                                                 | Margherita Litta Visconti Arese               | Pompeo Giulio Litta Visconti Arese, VI marchese di Gambolò |  |  |       |  |  |                           |  |  |                                   |  |
|                                           |                                                 | Margherita Litta Visconti Arese               | Pompeo Giulio Litta Visconti Arese, VI marchese di Gambolò |  |  |       |  |  |                           |  |  |                                   |  |
|                                           |                                                 | Margherita Litta Visconti Arese               | Maria Elisabetta Visconti Borromeo Arese                   |  |  |       |  |  |                           |  |  |                                   |  |
| Maria D'Adda                              |                                                 | Margherita Litta Visconti Arese               |                                                            |  |  |       |  |  |                           |  |  |                                   |  |
|                                           |                                                 | Johann Emanuel Joseph von Khevenhüller-Metsch | Johann Joseph von Khevenhüller                             |  |  |       |  |  |                           |  |  |                                   |  |
|                                           |                                                 | Johann Emanuel Joseph von Khevenhüller-Metsch | Johann Joseph von Khevenhüller                             |  |  |       |  |  |                           |  |  |                                   |  |
|                                           |                                                 | Johann Emanuel Joseph von Khevenhüller-Metsch | Karoline von Metsch                                        |  |  |       |  |  |                           |  |  |                                   |  |
| Maria Leopoldina von Khevenhueller-Metsch |                                                 | Johann Emanuel Joseph von Khevenhüller-Metsch |                                                            |  |  |       |  |  |                           |  |  |                                   |  |
|                                           |                                                 | Maria Giuseppina Mezzabarba                   | Pio Mezzabarba                                             |  |  |       |  |  |                           |  |  |                                   |  |
|                                           |                                                 | Maria Giuseppina Mezzabarba                   | Pio Mezzabarba                                             |  |  |       |  |  |                           |  |  |                                   |  |
|                                           |                                                 | Maria Giuseppina Mezzabarba                   | Laura Olevano                                              |  |  |       |  |  |                           |  |  |                                   |  |
|                                           |                                                 | Maria Giuseppina Mezzabarba                   |                                                            |  |  |       |  |  |                           |  |  |                                   |  |